# 环颈蜥
环颈蜥（拉丁学名：Crotaphytus collaris）是环颈蜥科中的一种地栖性蜥蜴。主要分布在美国西南部和墨西哥之间。
全长20-35厘米，栖息于长有灌木的，多岩石的向阳地。喜欢干燥环境。行动敏捷。颈部有黑白色的项圈状纹饰。雄性成体喉部下方到胸腹间会呈现蓝色或橘色光泽；雌性怀孕时在体侧会出现橘色斑点或细幅横纹。